# Conspiració Terrorista Internacional de les Dones de l'Infern
Conspiració Terrorista Internacional de les Dones de l'Infern (en anglès: Women's International Terrorist Conspiracy from Hell, WITCH) fou el nom de molts grups de dones feministes, relacionats però independents, formats als Estats Units durant 1968 i 1969, que van ser importants en el desenvolupament del feminisme socialista. De vegades, el nom WITCH també s'ha usat com a acrònim de Women Inspired to Tell their Collective History (Dones Inspirades per a Explicar la seva Història Col·lectiva), Women Interested in Toppling Consumer Holidays (Dones Interessades a Enderrocar els Dies festius del Consumidor") i moltes altres variacions.

## Fundació
WITCH es va formar l'any 1969, a partir de la divisió de la New York Radical Women (NYRW). El grup es va dividir, principalment com a resultat dels desacords sobre el paper dels grups de conscienciació (Consciousness Raising, CR), en els "Redstockings" (la nova llar per a les defensores dels grups de conscienciació) i els WITCH (grups que advocaven per una acció política en lloc d'una acció personal). Les membres dels WITCH tendien a ser "polítiques", feministes socials, fortament identificades amb la Nova Esquerra i les feministes radicals, que van donar suport al moviment autònom de dones.

## Activisme
No hi havia cap organització centralitzada, cada nucli de WITCH estava format independentment per dones inspirades en les idees i l'exemple de les accions anteriors. Principalment, el seu activisme van prendre la forma de "zaps", una forma de teatre de guerrilla barrejant el teatre de carrer i la protesta, i solien atreure l'atenció del públic amb actes d'humor per destacar les queixes polítiques i econòmiques contra les societats i les agències de govern, implicant sovint l'ús de disfresses de bruixa i cants de maledicció. Les bruixes apareixen sovint com a personatges típics del teatre feminista d'esquerres, representant l'estereotip misogin de dona vella.
El dia de Halloween de 1968, dones de WITCH van portar a terme una maledicció a Wall Street en una sucursal del Chase Manhattan Bank, usant draps i maquillatge terrorífic: Robin Morgan assegurà que la mitjana industrial Dow Jones es reduiria dràsticament l'endemà. La MIDJ no sols no es va reduir dràsticament sinó que va experimentar un augment en els següents dies i setmanes. El desembre de 1968, WITCH acusà el Comitè d'Activitats Antiamericanes i els Vuit de Chicago de conspirar per promocionar només homes com a "líders" del moviment contra la guerra.
El 1969, membres de WITCH van realitzar una protesta en una "fira nupcial" del Madison Square Garden disfressades amb vels negres. Van repartir fullets titulats «Confronteu-vos a les whoremakers», cantant «Aquí venen les esclaves / fora de les tombes», i celebrant una cerimònia de "descasament". Les protestes també van comportar alliberament de ratolins blancs en l'esdeveniment, els quals van ser recollits del terra pels assistents a la fira. Aquesta acció va donar mala premsa a la WITCH, i algunes dissensions entre les membres sobre els objectius i les tàctiques a seguir.
El febrer de 1970, l'«aquelarre» de Washington (els nuclis de WITCH s'anomenaven "aquelarres") va realitzar una protesta durant una audiència popular de control sobre el Senat. Van interrompre el discurs del senador de Texas Ralph Yarborough cantant i llençant pastilles als polítics i al públic de l'audiència.
Es van fundar altres «aquelarres» a Chicago i Washington DC, i els "zaps" WITCH van continuar fins, més o menys, l'inici de 1970. Aquestes protestes utilitzades per les WITCH poden haver ajudat a inspirar les tàctiques de protesta adoptades poc després pels activistes LGBT i encara en ús.

## Membres
El conjunt de membres de WITCH inclou: Robin Morgan, una estrella de la televisió infantil de la dècada de 1950 i membre del Youth International Party; Florika; Peggy Dobbins i Naomi Jaffe, que va arribar a unir-se a la Weather Underground Organization. Poc després de la desintegració de WITCH, Robin Morgan va repudiar la política alienada de la Nova Esquerra, i adoptà un tipus de feminisme radical que s'oposava fermament a l'"esquerra masculina".